# Chronius Mons
Der Chronius Mons ist ein Schildvulkan auf dem Mars. Er steht bei 61,2° S und 178,2° O und ist geschätzt 3,7 km hoch. Sein Durchmesser beträgt ungefähr 60 Kilometer. Der Name stammt von einer klassischen Albedoeigenschaft.